# ガスパール・ド・プロニー
ガスパール・ド・プロニー（Gaspard Clair François Marie Riche de Prony、1755年7月22日 - 1839年7月29日）はフランスの数学者、工学者である。水力学の分野で、管の摩擦損失の式の導出や、動力計の発明、数学の分野では対数や三角関数表の作成をおこなった。

## 人物
ローヌ県のChameletに生まれた。国立土木学校の主任技術者を務めた。
1792年から、『台帳』(Cadastre)という名の対数表、三角関数表の作成を始めた。ルジャンドルら数学者の助けを得､70人から80人の助手を1年使って膨大な数表を製作した。大きすぎる表は、完全な形で出版されることはなく、その1部が出版されたのも数年たった後である。
水力学の分野では1812年に、『プロニー・ブレーキ』と呼ばれる機械や発動機の性能を測定する装置を開発し、流体の管摩擦損失を見積もるプロニーの式を導いた。現在使われている、管摩擦損失のダルシー・ワイスバッハ(Darcy-Weisbach)の式に先駆けるものである。

## 流体の管摩擦損失に関するプロニーの式
流体の管摩擦損失{\displaystyle h_{f}}は
{\displaystyle h_{f}={\frac {L}{D}}(aV+bV^{2})}
ここでL/Dは管の長さLと径Dの比
Vは流体の速度である。a,bは定数である。